# Steve Cook
Steve Anthony Cook, född 19 april 1991, är en engelsk fotbollsspelare som spelar för Queens Park Rangers. 

## Karriär
Cook debuterade i Premier League för Bournemouth den 8 augusti 2015 i en 1–0-förlust mot Aston Villa.
Den 4 januari 2022 värvades Cook av Nottingham Forest, där han skrev på ett 2,5-årskontrakt.
Den 9 augusti 2023 blev Cook klar för Queens Park Rangers.